# Flieth-Stegelitz
Flieth-Stegelitz es un municipio situado en el distrito de Uckermark, en el estado federado de Brandeburgo (Alemania), a una altitud de 40 metros. Su población a finales de 2023 era de 499 habs. y su densidad poblacional, 11 hab/km².